# U-20-Fußball-Südamerikameisterschaft 2023
Die U-20-Fußball-Südamerikameisterschaft 2023 war die 30. Austragung dieses Turniers und fand vom 19. Januar bis 12. Februar 2023 in Kolumbien statt. Brasilien wurde am Ende zum zwölften Mal Südamerikameister.

## Modus
In der ersten Runde wurde in zwei Gruppen gespielt, in der jede Mannschaft einmal gegen jede andere Mannschaft spielte. Die besten drei Mannschaften jeder Gruppe erreichten die Finalrunde, in der ebenfalls jede Mannschaft einmal gegen jede andere Mannschaft antrat. Die besten vier Mannschaften der Finalrunde qualifizierten sich für die U20-WM 2023 und die Panamerikanische Spiele 2023.

## Spielorte
Die Partien der U20-Südamerikameisterschaft fanden in vier Stadien statt.
- Estadio Olímpico Pascual Guerrero – Cali – 33.130 Plätze
- Estadio Deportivo Cali – Cali – 42.000 Plätze
- Estadio Nemesio Camacho – Bogotá – 36.343 Plätze
- Estadio Metropolitano de Techo – Bogotá – 10.000 Plätze

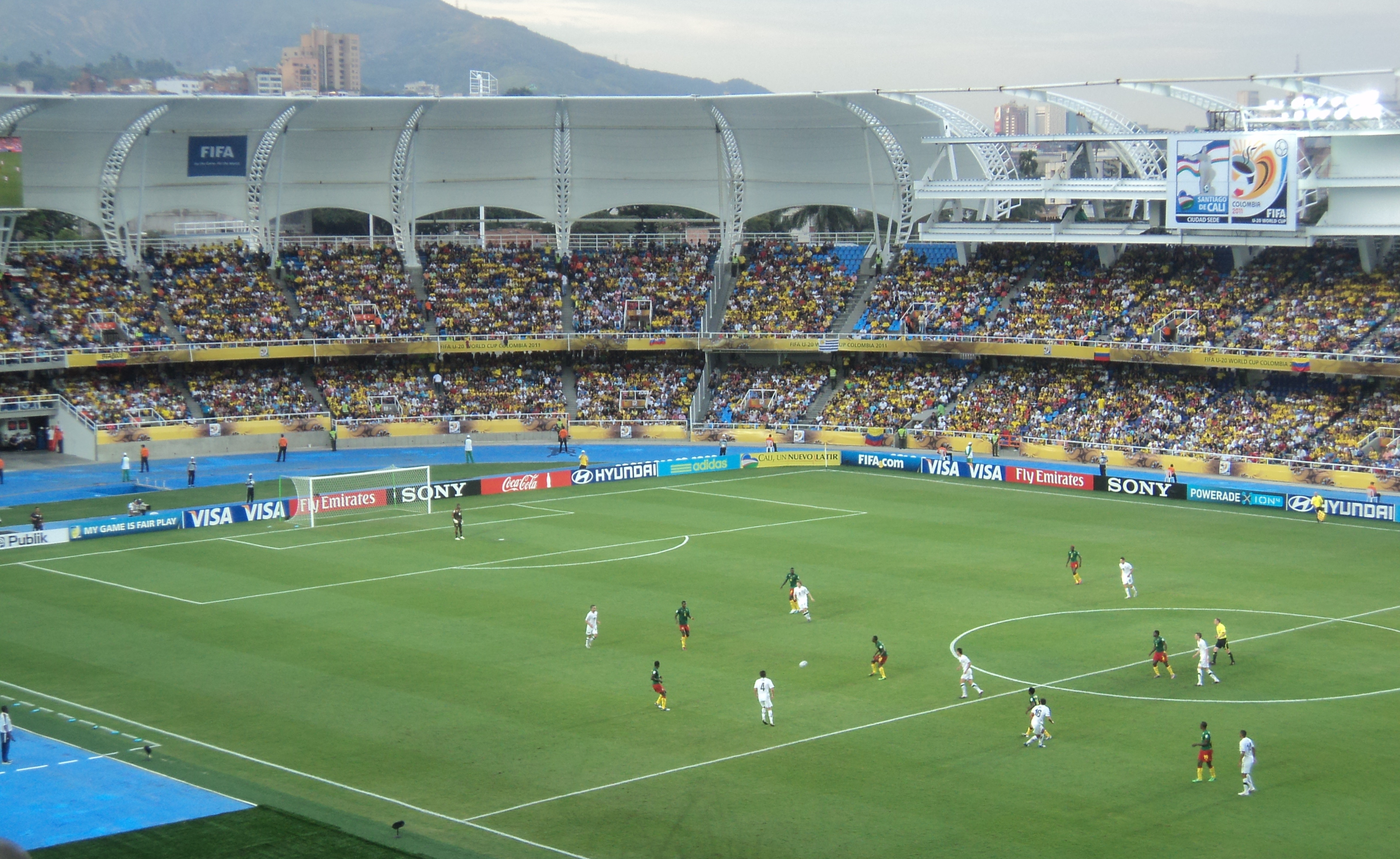
Estadio Olímpico Pascual Guerrero
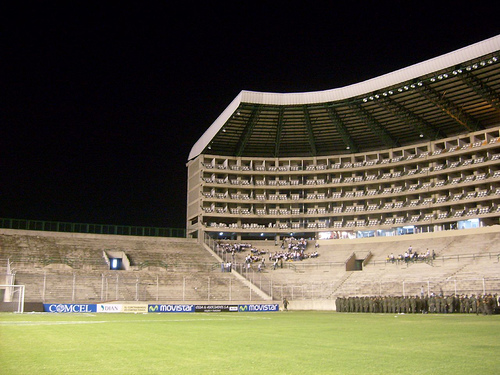
Estadio Deportivo Cali
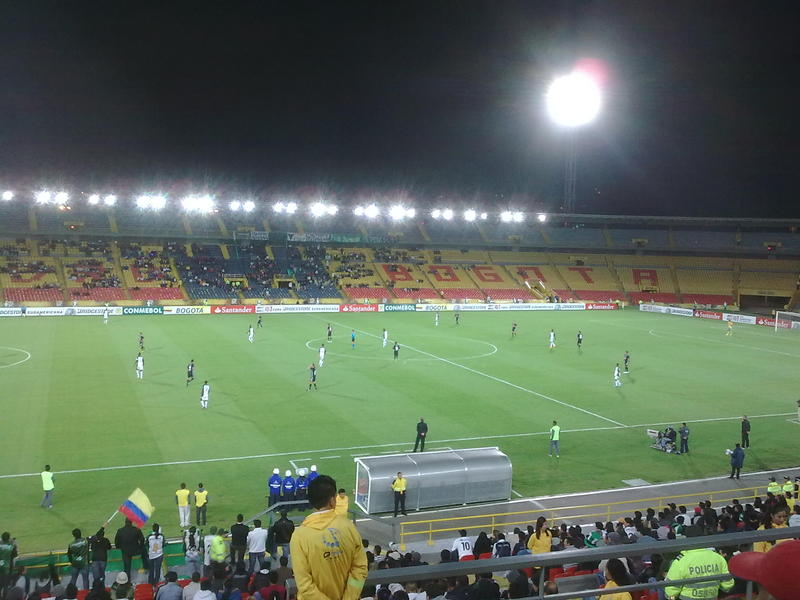
Estadio Nemesio Camacho
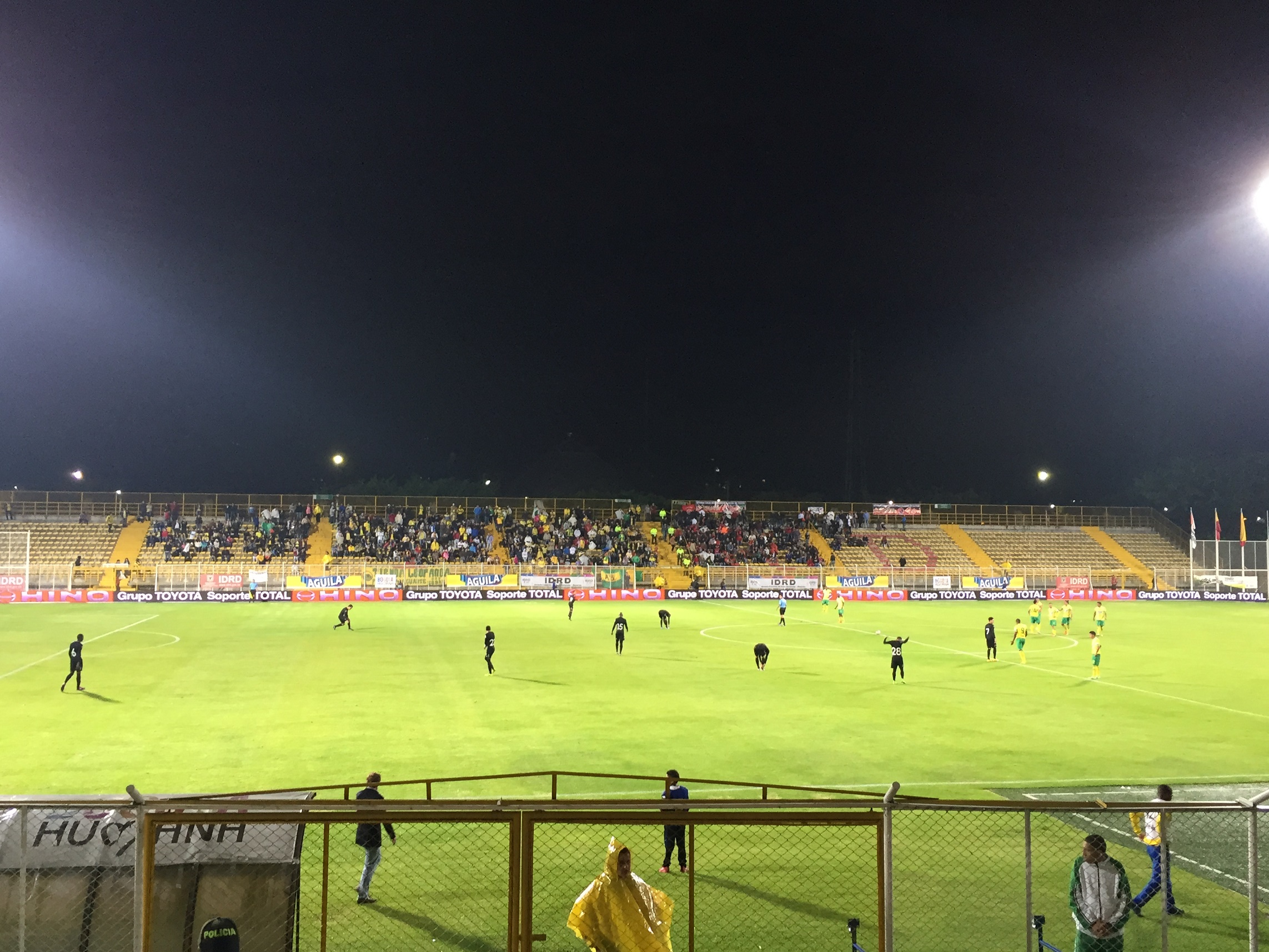
Estadio Metropolitano de Techo

## Gruppe A
| Pl.                             | Land        | Sp. | S | U | N | Tore    | Diff. | Punkte |
| ------------------------------- | ----------- | --- | - | - | - | ------- | ----- | ------ |
| 1.                              | Brasilien   | 4   | 3 | 1 | 0 | 009:300 | +6    | 10     |
| 2.                              | Kolumbien   | 4   | 2 | 2 | 0 | 005:300 | +2    | 08     |
| 3.                              | Paraguay    | 4   | 2 | 1 | 1 | 005:400 | +1    | 07     |
| 4.                              | Argentinien | 4   | 1 | 0 | 3 | 003:600 | −3    | 03     |
| 5.                              | Peru        | 4   | 0 | 0 | 4 | 001:700 | −6    | 0      |
| Qualifiziert für die Finalrunde |             |     |   |   |   |         |       |        |

|                                            |   |             |           |
| 19.1. in Estadio Olímpico Pascual Guerrero |   |             |           |
| Peru                                       | – | Brasilien   | 0:3 (0:0) |
| Kolumbien                                  | – | Paraguay    | 1:1 (0:1) |
| 21.1. in Estadio Olímpico Pascual Guerrero |   |             |           |
| Paraguay                                   | – | Argentinien | 2:1 (1:1) |
| Peru                                       | – | Kolumbien   | 1:2 (1:1) |
| 23.1. in Estadio Olímpico Pascual Guerrero |   |             |           |
| Paraguay                                   | – | Peru        | 1:0 (1:0) |
| Argentinien                                | – | Brasilien   | 1:3 (0:2) |
| 25.1. in Estadio Olímpico Pascual Guerrero |   |             |           |
| Argentinien                                | – | Peru        | 1:0 (1:0) |
| Brasilien                                  | – | Kolumbien   | 1:1 (1:1) |
| 27.1. in Estadio Olímpico Pascual Guerrero |   |             |           |
| Kolumbien                                  | – | Argentinien | 1:0 (0:0) |
| 27.1. in Estadio Deportivo Cali            |   |             |           |
| Brasilien                                  | – | Paraguay    | 2:1 (1:1) |

## Gruppe B
| Pl.                             | Land      | Sp. | S | U | N | Tore    | Diff. | Punkte |
| ------------------------------- | --------- | --- | - | - | - | ------- | ----- | ------ |
| 1.                              | Uruguay   | 4   | 3 | 1 | 0 | 011:200 | +9    | 10     |
| 2.                              | Venezuela | 4   | 2 | 0 | 2 | 002:400 | −2    | 06     |
| 3.                              | Ecuador   | 4   | 1 | 2 | 1 | 003:300 | ±0    | 05     |
| 4.                              | Chile     | 4   | 1 | 1 | 2 | 002:500 | −3    | 04     |
| 5.                              | Bolivien  | 4   | 1 | 0 | 3 | 002:600 | −4    | 03     |
| Qualifiziert für die Finalrunde |           |     |   |   |   |         |       |        |

|                                            |   |           |           |
| 20.1. in Estadio Deportivo Cali            |   |           |           |
| Bolivien                                   | – | Venezuela | 1:0 (0:0) |
| Ecuador                                    | – | Chile     | 1:1 (1:1) |
| 22.1. in Estadio Deportivo Cali            |   |           |           |
| Bolivien                                   | – | Ecuador   | 0:1 (0:0) |
| Chile                                      | – | Uruguay   | 0:3 (0:3) |
| 24.1. in Estadio Deportivo Cali            |   |           |           |
| Uruguay                                    | – | Venezuela | 3:0 (2:0) |
| Chile                                      | – | Bolivien  | 1:0 (1:0) |
| 26.1. in Estadio Deportivo Cali            |   |           |           |
| Uruguay                                    | – | Bolivien  | 4:1 (0:1) |
| Venezuela                                  | – | Ecuador   | 1:0 (1:0) |
| 28.1. in Estadio Olímpico Pascual Guerrero |   |           |           |
| Venezuela                                  | – | Chile     | 1:0 (0:0) |
| 28.1. in Estadio Deportivo Cali            |   |           |           |
| Ecuador                                    | – | Uruguay   | 1:1 (1:1) |

## Finalrunde
| Pl. | Land      | Sp. | S | U | N | Tore    | Diff. | Punkte |
| --- | --------- | --- | - | - | - | ------- | ----- | ------ |
| 1. | Brasilien | 5   | 4 | 1 | 0 | 010:100 | +9    | 13     |
| 2. | Uruguay   | 5   | 4 | 0 | 1 | 008:400 | +4    | 12     |
| 3. | Kolumbien | 5   | 3 | 1 | 1 | 006:200 | +4    | 10     |
| 4. | Ecuador   | 5   | 1 | 1 | 3 | 004:800 | −4    | 04     |
| 5. | Venezuela | 5   | 0 | 2 | 3 | 004:110 | −7    | 02     |
| 6. | Paraguay  | 5   | 0 | 1 | 4 | 002:900 | −7    | 01     |
| U-20-Südamerikameister und qualifiziert für die U-20-WM 2023 und Panamerikanische Spiele 2023 Qualifiziert für die U-20-WM 2023 und Panamerikanische Spiele 2023 Qualifiziert für die U-20-WM 2023 |           |     |   |   |   |         |       |        |

|                                         |   |           |           |
| 31.1. in Estadio Metropolitano de Techo |   |           |           |
| Paraguay                                | – | Venezuela | 1:1 (0:0) |
| 31.1. in Estadio Nemesio Camacho        |   |           |           |
| Brasilien                               | – | Ecuador   | 3:1 (2:0) |
| Uruguay                                 | – | Kolumbien | 1:0 (0:0) |
| 3.2. in Estadio Metropolitano de Techo  |   |           |           |
| Uruguay                                 | – | Ecuador   | 2:1 (1:1) |
| Brasilien                               | – | Venezuela | 3:0 (0:0) |
| 3.2. in Estadio Nemesio Camacho         |   |           |           |
| Kolumbien                               | – | Paraguay  | 3:0 (2:0) |
| 6.2. in Estadio Metropolitano de Techo  |   |           |           |
| Venezuela                               | – | Uruguay   | 1:4 (1:3) |
| 6.2. in Estadio Nemesio Camacho         |   |           |           |
| Paraguay                                | – | Brasilien | 0:2 (0:1) |
| Kolumbien                               | – | Ecuador   | 1:0 (1:0) |
| 9.2. in Estadio Metropolitano de Techo  |   |           |           |
| Ecuador                                 | – | Venezuela | 1:1 (0:1) |
| 9.2. in Estadio Nemesio Camacho         |   |           |           |
| Uruguay                                 | – | Paraguay  | 1:0 (0:0) |
| Kolumbien                               | – | Brasilien | 0:0       |
| 12.2. in Estadio Metropolitano de Techo |   |           |           |
| Ecuador                                 | – | Paraguay  | 2:1 (1:0) |
| 12.2. in Estadio Nemesio Camacho        |   |           |           |
| Venezuela                               | – | Kolumbien | 1:2 (0:2) |
| Brasilien                               | – | Uruguay   | 2:0 (0:0) |

## Schiedsrichter
- Nicolás Lamolina
  - Assistenten: Maximiliano Del Yesso und Facundo Rodríguez
- Ivo Méndez
  - Assistenten: Ariel Guizada und Carlos Tapia
- Braulio Machado
  - Assistenten: Fabricio Vilarinho und Rafael Alves
- Cristián Garay
  - Assistenten: Claudio Urrutia und Alejandro Molina
- Carlos Ortega
  - Assistenten: Jhon León und John Gallego
- Guillermo Guerrero
  - Assistenten: Ricardo Barén und Dennys Guerrero
- Derlis López
  - Assistenten: Roberto Cañete und Luis Onieva
- Augusto Menéndez
  - Assistenten: Stephen Atoche und Leonar Soto
- António Nobre
  - Assistenten: Bruno Alves und Luciano Maia
- Gustavo Tejera
  - Assistenten: Andrés Nievas und Horacio Ferreiro
- Yender Herrera
  - Assistenten: Lubin Torrealba und Alberto Ponte